# Semaeomyia flaviscapa
Semaeomyia flaviscapa är en stekelart som först beskrevs av Jean-Jacques Kieffer 1911.  Semaeomyia flaviscapa ingår i släktet Semaeomyia och familjen hungersteklar. Inga underarter finns listade i Catalogue of Life.